# Molen III (Heusden)
Molen III is een van de drie wal- en standerdmolens die op de vestingwallen van de stad Heusden staat. De molen is als laatste van de drie molens herbouwd tijdens de reconstructie van de vesting. De bouw werd in 1975 voltooid. De Maasmolen heeft als voorbeeld gediend tijdens de bouw.
De molen wordt regelmatig door vrijwilligers in bedrijf gesteld. Bezichtiging is mogelijk wanneer de wieken draaien, in de regel op woensdagavonden.